# InChIKey
A standard International Chemical Identifier egy a molekulaszerkezetből számított, a molekulára nézve egyedi kémiai azonosító, mely a molekula egyes tulajdonságait elkülönítve, rétegekben adja meg (a rétegeket a /-jel választja el egymástól).
Az InChIKey a standard InChI-ből számított fix hosszúságú, „majdnem” egyedi azonosító (lásd alább), mely adatbázisbeli ill. interneten való keresésre alkalmas. Pontosan 27 betűből (benne két kötőjelből) áll:
- 14 nagybetű az InChI fő rétegéből számítva. A molekula vázát adja meg: összegképlet, az atomok közötti kémiai kötések.
- kötőjel
- 8 nagybetű az InChI fennmaradó rétegeiből számítva. A molekula térszerkezetét és az izotópokat adja meg.
- S betű, amely azt jelzi, hogy az InChIKey a standard InChI-ből készült
- az InChI verzióját jelző nagybetű (jelenleg az 1-es verzió az utolsó, kódja A)
- kötőjel
- a protonréteg jelzője (1 nagybetű)

Az InChIKey fix hosszúság adatbázisbeli kódolásra használható, a nagybetűket pedig az internetes keresők nem szabdalják szavakra – ellentétben a kódolatlan InChI-vel, mely zárójeleket, /-jeleket, kötőjeleket tartalmaz.

## Kiszámítás
A 14-karakteres kód forrása a standard InChI-ben a prefix utántól, az összegképlettel kezdődik, és a proton (/p) rétegig tart. A 14 karakter a szöveg sha-256 kriptográfiai hashfüggvényének 65 bitjéből számítódik; e 65 bit a 256 bites hash első 72 bitjében található.
A 8-karakteres kód a protonréteg utántól az InChI végéig tartó szövegrészből számítódik. (A protonréteg egyik hash-ben sem szerepel, csak az InChIKey utolsó karakterében.) Ez a szöveg hash-ének 37 bitje az első 40 biten belül.
A 65 bit négy 14 bites és egy 9 bites részből tevődik össze. A 37 bitben két 14 bites és egy 9 bites rész van. A 14 bit három betűt (tripletet), a 9 bit két betűt (dupletet) ad meg InChIKey-ben.
14 biten 16384-féle szám ábrázolható, míg az angol abc három betűjével 263 = 17576, azaz bizonyos betűhármasok nem fognak előfordulni. A kód alkotói úgy döntöttek, hogy az EAA–EZZ és TAA–TTV közötti kódokat hagyják el, hogy még kisebb legyen az esélye annak, hogy a kód értelmes szóval legyen azonos. Az angol nyelvben ui. gyakori az E és T betű, és az ezzel kezdődő szavak.
| Sorsz. | 14 betű                                   |
| ------ | ----------------------------------------- |
| 1.     | 10,11,12,13,14,15, 0, 1, 2, 3, 4, 5, 6, 7 |
| 2.     | 28,29,30,31,16,17,18,19,20,21,22,23, 8, 9 |
| 3.     | 46,47,32,33,34,35,36,37,38,39,24,25,26,27 |
| 4.     | 48,49,50,51,52,53,54,55,40,41,42,43,44,45 |
| 5.     | 71,56,57,58,59,60,61,62,63                |
| 8 betű |                                           |
| 3.     | 35,36,37,38,39,24,25,26,27                |

Ez azt jelenti, hogy ha a 14 bites kód nagyobb vagy egyenlő 2704-gyel, akkor a kódhoz hozzá kell adni 676-ot. Ha az így kapott kód nagyobb vagy egyenlő 12168-cal, akkor a kódhoz hozzá kell adni még 516-ot.
A 9 bites kódoknál (melyek a hash végén vannak) a legnagyobb betűpárokat hagyták el, vagyis itt nincs kódkorrekció.
A fenti 14- ill. 9 bites kódot 26-os számrendszerbe kell átváltani a 3 ill. 2 betű előállításához.
Az eredeti elképzelés az volt, hogy az sha-256 első 14 bitje adja az első három betűt, a második 14 bit a második betűhármast, stb. Az IUPAC által kiadott programban egy csúnya programozási hiba folytán azonban összekeveredett a bitek sorrendje. Ez az InChIKey minőségét nem befolyásolta, de a kódnak az IUPAC által leírt algoritmustól eltérő előállítását megnehezítette. Az IUPAC kijavította a programozási hibát, addigra azonban az InChIKey már elterjedt (ne felejtsük: az InChIKey legfontosabb jellemzője, hogy a molekulából számítható egyedi kód), így a javítást a gyakorlatban már nem használták, és a hibás program által előállított InChIKey lett a szabvány.
A jobb oldali táblázat mutatja, hogy a 14- ill. 9 bites csoportok egyes bitjei az sha-256 hányadik bitjeiből állnak össze. Az eredeti terv a 0-tól 64-ig ill. 36-ig egyesével növekvő táblázat volt.

## Egyediség
A hashfüggvény alkalmazása a kulcs rövidítésével megkönnyíti a keresést, azonban nem tudja biztosítani, hogy két különböző kulcshoz tartozó hashérték biztosan különböző legyen. A hash segítségével nagyon gyorsan ki lehet keresni a néhány szóba jöhető rekordot, melyek közül aztán lassabb módszerrel keresik ki az eredeti feltételnek eleget tevőket.
Az InChIKey megalkotásakor lehetett tudni, hogy előbb-utóbb találnak ütközést, ui. a létező vegyületek száma jóval nagyobb, mint a lehetséges InChIKey-ek száma. Az InChIKey méretét úgy határozták meg, hogy a 2007-es bevezetéskor létező legnagyobb, 50–100 millió molekulavázat tároló adatbázisoknál elhanyagolható legyen az ütközés esélye.
Az ütköző kulcsok számának várható értéke a {\displaystyle {\frac {k(k-1)}{2p}}\approx {\frac {k^{2}}{2p}}} formulával számítható, ahol {\displaystyle p} a kulcs lehetséges értékeinek száma és {\displaystyle k} az adatbázisbeli rekordok száma.
Molekulaváz esetén {\displaystyle p=2^{65}}. Egymilliárd ({\displaystyle k=10^{9}}) rekordnál ez az érték 0,0136, tízmilliárd ({\displaystyle k=10^{10}}) rekordnál ennek százszorosa, 1,3553. A várható érték kb. 6,1×109 rekordnál éri el a 0,5-et.
A sztereoizomer kulcsnál {\displaystyle p=2^{37}}. Százezer ({\displaystyle k=10^{5}}) rekordnál az ütközés várható értéke 0,03680, egymilliónál ({\displaystyle k=10^{6}}) 3,68. A várható érték kb. 3,7×105-nál éri el a 0,5-et, vagyis az 50%-os ütközési esélyt.
Az első adatbázisbeli kulcsütközést 2009-ben fedezték fel a spongistatin I 226 sztereoizomerje között. Az első molekulavázak közötti ütközésre két év múlva, 2011-ben találtak rá.

## Kapcsolódó lapok
- International Chemical Identifier (InChI)
- hasítófüggvény
- kriptográfiai hashfüggvény
- SHA-1